# Distretto di Nyírbátor
Il distretto di Nyírbátor (in ungherese Nyírbátori járás) è un distretto dell'Ungheria, situato nella provincia di Szabolcs-Szatmár-Bereg.